# Vinska cvetica
Cvetíca, tudi buké ali bukét, je terciarna vrsta arome vina. Podobno kot pri pisanem šopku cvetja se tudi pri vinu s staranjem iz posameznih arom uporabljenega grozdja razvije skupna aroma. Nanaša se tako na vonj kot tudi na okus in je pomembno merilo kakovosti. Izraz buke izhaja iz francoske besede bouquet (šopek cvetja).
Cvetica se opisuje z navedbo sadja ali druge stvari značilne arome, ki naj bi jo imelo vino. Tako lahko pogosto preberemo, da ima vino cvetico marelice, meda ali jagode, lahko pa tudi prefinjeno aromo tobaka ali bencina. Enotnosti pri opisovanju cvetice ni.
Cvetica danega vina je zelo odvisna od sorte trte in vinorodnega območja. Pomembno vlogo ima tudi letnik.
| Vonj                     | Kemična snov            |
| ------------------------ | ----------------------- |
| akacija                  | piperonal               |
| ananas                   | etilni butinat          |
| banana                   | izoamilni acetat        |
| cimet                    | aldehid cimetne kisline |
| jabolko                  | etilizobutinat          |
| janež                    | anizol                  |
| jedrca grenkih mandeljev | benzojski aldehid       |
| lešniki / maslo          | diacetil                |
| malina                   | difenil keton           |
| mandeljni                | acetatoin, furfural     |
| med                      | fenil-ocetna kislina    |
| seno                     | kumarin                 |
| španski bezeg            | 2-fenil-etil acetat     |
| vanilija                 | vanilal                 |
| vijolica                 | jonan                   |
| vrtnica                  | feniletilni acetat      |

## Cvetice nekaterih vin
| Rdeče sorte        | Splošni opis vonja                            |
| ------------------ | --------------------------------------------- |
| Cabernet franc     | tobak, poper, malina, sveže pokošena trava    |
| Cabernet sauvignon | črni ribez, evkaliptus, čokolada, tobak       |
| Gamay              | granatno jabolko, jagoda, rdeče sadje         |
| Malbec             | vijolica, sadje, pivo                         |
| Merlot             | češnja, sliva, paradižnik                     |
| Mourvèdre          | timijan, klinčki, cimet, črni poper, vijolica |
| Modri burgundec    | malina, češnja, vijolica, truffle             |
| Syrah (Shiraz)     | tobak, črni/beli poper, malina, dim           |
| Zinfandel          | češnja, poper, mešane začimbe, menta          |

| Bele sorte       | Splošni opis vonja                                                      |
| ---------------- | ----------------------------------------------------------------------- |
| Albariño         | limona, minerali                                                        |
| Breidecker       | jabolko, hruška                                                         |
| Chardonnay       | maslo, melona, jabolko, ananas, vanilija (lahko tudi po hrastovem sodu) |
| Chenin Blanc     | vlažna volna, vosek, med, jabolko, mandelj                              |
| Traminec         | listi vrtnice, liči, začimbe                                            |
| Muškat           | med, sadje, lipa                                                        |
| Sivi pinot       | breskev, hruška, marelica                                               |
| Prošek           | jabolko, med, mošus, limona                                             |
| Rizling          | sadje, breskev, med                                                     |
| Sauvignon (beli) | kosmulja, lipa, špargelj, pokošena trava, poper, grenivka, pasijonka    |